# 花山院信賢
花山院 信賢（かさんのいん のぶかた）は、南北朝時代の公卿。大納言・花山院師賢の子。家賢の庶兄に当たる。南朝に仕えて栄達したが事績は不明。近世の譜代大名青山家の祖に擬される。

## 経歴
嘉暦3年（1328年）5月、弾正尹を辞退した父・師賢により正四位下に申叙されたのが初見。大臣家の母を持つ家賢と違い母の家柄が低いこと、元弘2年/正慶元年（1332年）討幕に関与した父が流罪地で客死したことから、以降頼るべき縁者もなく昇進に難渋したとみられる。『尊卑分脈』の尻付には「左中将」と記すのみで北朝で公卿に列した形跡はないが、南朝の准勅撰集『新葉和歌集』に前大納言として1首入集しており、南北朝分立当初から南朝に参仕していた可能性が高い。『園太暦目録』に正平12年/延文2年（1357年）2月「家賢卿･信賢朝臣」が一緒に南朝に参仕したとあるのは、北朝での処遇に不満を持っていた家賢を南朝の信賢が手引きして出奔させたとも考えられよう。「朝臣」は四位の称で、嘉暦3年から30年近く北朝での位階に変化が見られないのも、信賢が南朝に長年伺候してきたことの裏付けとなる。
南朝での事績は史料を欠くが、大納言の極官に至り、やがて辞職・出家した。新葉集の1首は出家前の決意を詠み込んだものである（雑下・1277）。さらに同集によると、正平17年/康安2年（1362年）頃の3月、頼意に伴われて家賢らと共に住吉の藤を鑑賞している（春下･157）。従って、『断絶諸家略伝』･『花山院家譜』などが正平13年/延文3年（1358年）に筑紫で戦死したとするのは誤り。他に『南朝公卿補任』は建徳2年/応安4年（1371年）出家、『寛政重修諸家譜』は法名を素蓮とし、元中7年/明徳元年8月24日（1390年10月3日）に卒去したと伝えるが、何れも確証はない。

## 系譜
- 父：花山院師賢
- 母：内蔵頭源仲時娘
- 妻：不詳
  - 男子：花山院師資?
  - 男子：青山師重?

子の師重は尹良親王に従って東国に下り、上野国吾妻郡青山郷に居住。以後青山を家名としたという。